# Enrique Flores Magón
Enrique Flores Magón, född 1877 i Oaxaca, Mexiko, död 1954 i Mexico City, var en mexikansk journalist och revolutionär i den mexikanska revolutionen. Tillsammans med sina bröder Enrique och Jesús Flores Magón grundade han tidningen Regeneración, som bekämpade det de såg som orättvisorna under Porfirio Díaz.
Flores Magón omnämns bland annat i De vilda detektiverna av Roberto Bolaño.